# Juan de Zumárraga
Pour les articles homonymes, voir Zumarraga (homonymie).
Juan de Zumárraga (1468 – 3 juin 1548) était un prélat basque-espagnol, premier archevêque de Mexico.
Fray Juan de Zumárraga fut le premier évêque du diocèse de Mexico où il arriva en 1528 et le second de la Nouvelle-Espagne après Julián Garcés. Il a amené la première presse à imprimer au Nouveau Monde. Il a fondé l'Université royale et pontificale du Mexique, actuellement l'Université nationale autonome du Mexique. Il fut consacré le 27 avril 1533 et nommé archevêque en 1547. Il a également essayé de s'opposer aux abus des colons face aux indigènes.
Il était supérieur local et provincial de l'ordre des franciscains en Espagne, exorciste au Pays basque.
Selon la tradition catholique, il était en poste lors des apparitions mariales de Notre-Dame de Guadalupe sur la colline de Tepeyac et fut le premier à reconnaitre ces apparitions mariales comme « authentiques », commençant le culte à Notre-Dame de Guadalupe en créant le premier oratoire qui lui soit destiné.

## Biographie

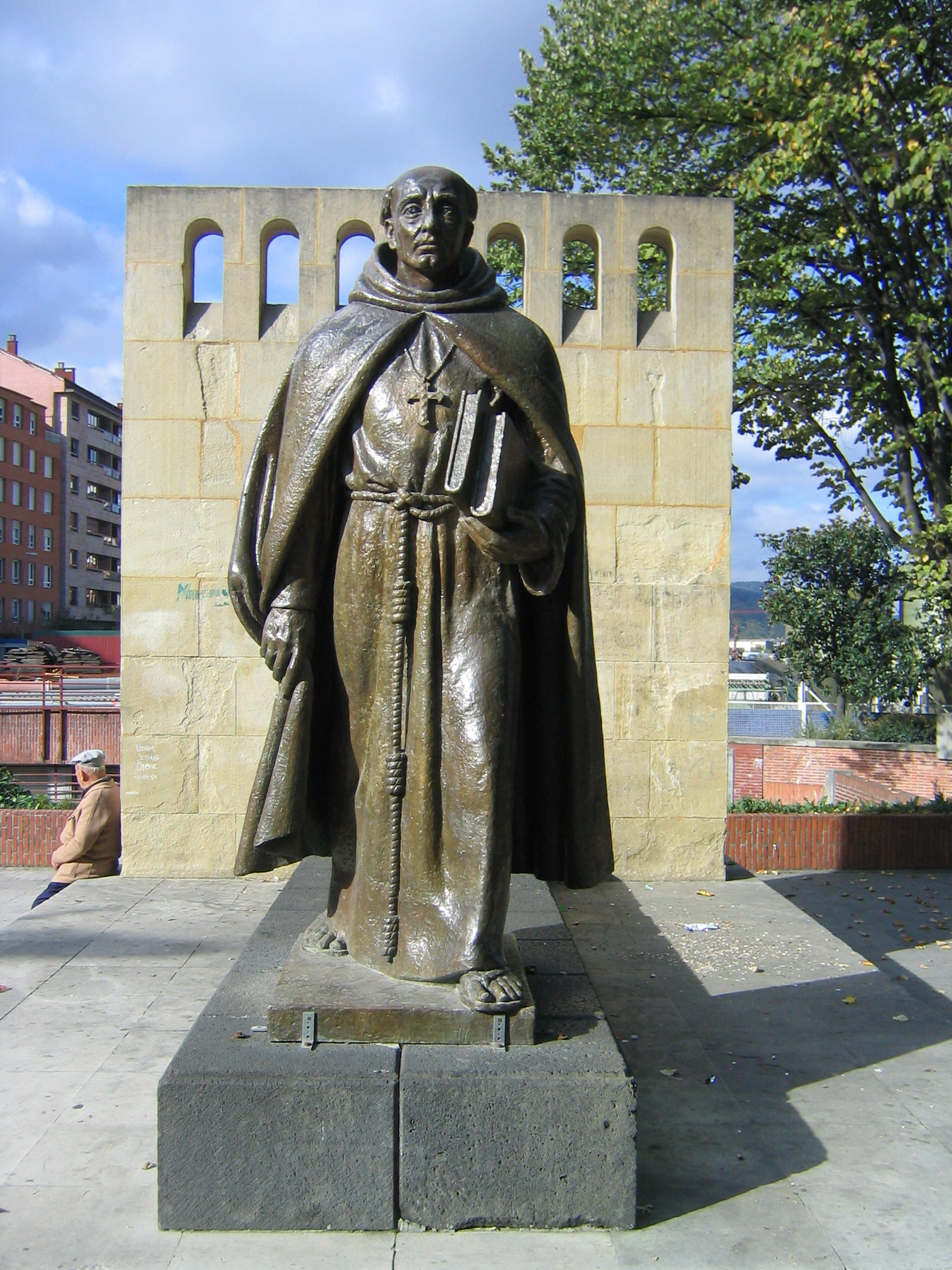
Monument à la mémoire de Fray Juan de Zumárraga dans le parc Ezkurdi de sa ville natale, Durango.

Juan de Zumárraga y Arrazola est né en 1468, fils de Juan López de Zumárraga et de Teresa Lares, dans la ville de Durango faisant partie de la Seigneurie de Biscaye (aujourd'hui ville de Biscaye au Pays basque), appartenant alors à la couronne de Castille. Sa mère appartenait à la famille Muntsaratz qui habitait Torre de Muntsaratz (es) à Abadiño (Pays basque).
Juan entre dans l'ordre des franciscains, appelé aussi « ordre des frères mineurs », en passant par le Monasterio de El Abrojo (es) à El Abrojo (es), près de Valladolid où il assure la fonction de portier.
En 1527, à l'âge de 60 ans, il rencontre Charles Quint, alors que celui-ci se rend à des réunions du conseil, et que le roi s'installe dans son couvent afin d'y passer la semaine sainte. Lorsqu'il repart, le roi veut lui faire un don important, mais Fray Juan de Zumárraga le refuse. Le moine est contraint d'accepter l'aumône du roi, et il n'accepte que pour la donner aux pauvres.

### Évêque de Mexico
La rencontre avec l'empereur vaut à Zumárraga d'être nommé « visiteur de Navarre » pour agir dans un procès en sorcellerie en compagnie de Fray Andrés de Olmos. Lors de la construction de l'évêché du diocèse de Mexico, récemment conquis par Hernán Cortés, Charles Quint propose au Saint-Siège (comme possible évêque) le nom de Fray de Zumárraga. Se souvenant du testament de sa grand-mère, Isabelle la Catholique, l'empereur nomme également l'évêque « protecteur des Indiens », ce qu'il fait le 12 décembre 1527. Après une première résistance, le franciscain accepte la nomination en Amérique avec Andrés de Olmos et les membres du premier tribunal de Mexico présidé par Nuño de Guzmán, et composé des auditeurs Parada, Maldonado, Matienzo et Delgadillo. Ils arrivent tous à Mexico le 6 décembre 1528,.
Il est parmi les premiers basques à s'installer au Mexique.

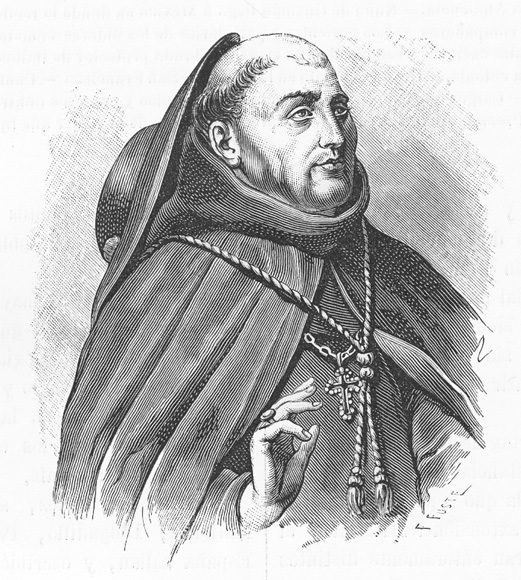
Mgr Zumárraga, premier évêque de Mexico.

Avec la mort des auditeurs Parada et Maldonado peu de temps après leur arrivée, le tribunal tombe dans une période d’irrégularités à laquelle Zumárraga est confronté. L'évêque, en tant que protecteur des Indiens, a reçu une multitude de plaintes pour sévices, plaintes auxquelles il ne peut répondre par des jugements (du tribunal). Paradoxalement, le président du tribunal, Nuño de Guzmán, est l'un des principaux responsables de l'esclavage des Indiens.
La confrontation (entre l'évêque et le tribunal) atteint son apogée en 1530 lorsque le président Nuño de Guzmán viole le droit d'asile en forçant certains prisonniers à quitter l'église où ils s'étaient réfugiés. Fray Juan de Zumárraga réagit en excommuniant tous les auditeurs et en suspendant toutes célébrations religieuses dans la capitale. Dans le cadre de ces affrontements, et frustré de ne pouvoir mettre fin aux exactions contre les Indiens, Zumárraga tente à plusieurs reprises d'entrer en contact avec l'empereur Charles Quint. Après de nombreuses tentatives infructueuses, il réussit à exposer les problèmes auxquels il est confronté. Dans son rapport destiné aux autorités espagnoles, l'évêque écrit : « Les juges de la Cour suprême, empreints d'une cupidité malsaine, se livrent à toutes sortes d'abus. Ils se répartissent entre eux des milliers d'Indiens, les enchaînant comme des esclaves, vendent leur justice, prennent en otages des nobles indigènes pour leur demander une rançon et accumulent de plus en plus de richesses. Ils commettent de tels abus qu'ils mettent en situation de soulèvement tout le pays ».
L’empereur intervient par la création de la vice-royauté du Mexique, nommant Antonio de Mendoza vice-roi, et par la nomination d’un nouveau tribunal présidé par Sebastián Ramírez de Fuenleal (es). Fray Juan de Zumárraga reçoit pour sa part l'ordre de comparaître devant un tribunal espagnol pour rendre compte des accusations dont il est l'objet. Il part alors pour la métropole en mai 1532.
Le 27 avril 1533, après l'intervention de l'empereur devant le pape Clément VII, Zumárraga est consacré évêque au couvent Saint-François de Valladolid et retourne en Nouvelle-Espagne en juin 1534 pour arriver à Mexico en octobre de la même année. Le voyage de retour est fait avec des familles d’artisans et 6 religieuses bien que son projet était d’être accompagné d’une trentaine de frères franciscains. Il ramène également un édit royal interdisant l'esclavage des indigènes. Fray Juan de Zumárraga revient au Mexique en tant qu'évêque consacré mais dépossédé du rôle de « protecteur des Indiens ».
En 1537, le pape Paul III autorise les baptêmes collectifs d'Indiens et, en 1539, Zumárraga organise un conseil des prélats avec les évêques d'Oaxaca, Michoacán et Guatemala pour établir une ordonnance sur cette même question.
En 1535, il est nommé inquisiteur apostolique, poste qu'il occupe jusqu'en 1543. Dans son travail d'inquisiteur, il engage 183 poursuites contre les suspects d'idolâtrie : la plupart des accusés sont des chefs autochtones, des guérisseurs mais également des Espagnols, voire des propriétaires de grandes propriétés confisquées.
En 1539, il intervient contre Carlos Ometochtzin (es), fils du seigneur de Texcoco, accusé d'apostasie, d'être un instigateur de l'idolâtrie et de réaliser des sacrifices humains. En fait, il est surtout connu pour avoir encouragé la révolte des indigènes contre le gouvernement local. Carlos Ometochtzin est jugé coupable et brûlé vif le 30 novembre 1539 sur la Plaza Mayor de Mexico. C'est aussi à cette occasion que de nombreux codex aztèques sont brulés. Dans cette affaire, Mgr Zumárraga est ouvertement critiqué par l'inquisiteur général et l'empereur Charles Quint pour avoir agi contre les païens convertis comme s'ils appartenaient à une autre religion, rappelant clairement l'étendue de sa juridiction inquisitoriale, que celui-ci avait volontairement réduite,. Ces critiques poussent Fray Juan de Zumárraga à lui faire envisager de quitter le Mexique, et de partir pour la Chine ; mais il y renonce finalement,.
En 1544, le visiteur et inquisiteur Francisco Tello de Sandoval (es) arrive au Mexique pour imposer les nouvelles lois de 1542 interdisant l'esclavage des Indiens et même, à l'origine, la perpétuité des parcelles (ultérieurement révoquées). Zumárraga soutient le vice-roi dans sa demande de suspension temporaire de la loi, pour permettre que des consultations appropriées soient menées, compte tenu des tensions occasionnées entre les Encomendero et ainsi réduire les tensions créées. La même année, il préside la réunion au cours de laquelle les diocèses mexicains sont délimités.
Le 8 juillet 1548, le pape Paul III le nomme premier archevêque de Mexico, bien qu'à l'arrivée de la bulle papale au Mexique, Fray Juan de Zumárraga soit déjà décédé,.

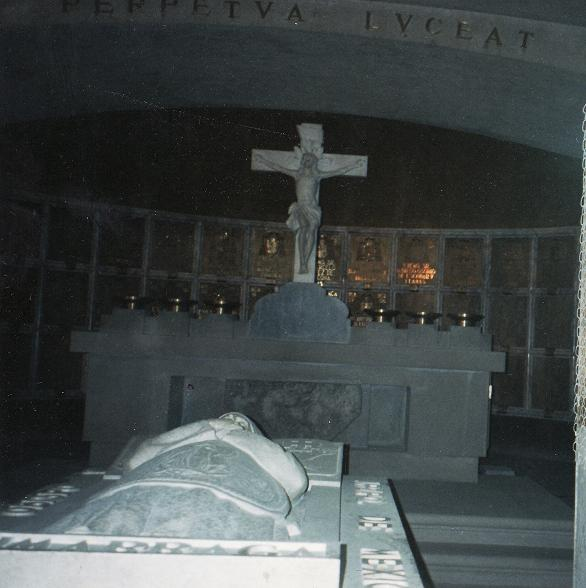
Crypte des archevêques, avec le monument à Fray Juan de Zumárraga au premier plan.

Mgr Zumárraga décède à Mexico le 3 juin 1548, il est enterré dans la crypte des archevêques de la cathédrale métropolitaine de Mexico.

### Imprimerie et collèges
En 1533, Mgr Zumárraga demande au Conseil des Indes une imprimerie et une usine de papier à installer au Mexique, mais en 1536, il écrit une lettre à Charles Quint l'informant qu'ils avaient des œuvres préparées pour l'impression mais ne pouvaient pas le faire faute de papier.
En 1539, Juan Cromberger (es) crée à Mexico une filiale de sa presse (installée à Séville), dans une maison appartenant à Zumárraga. Juan Pablos (es) est responsable de cette imprimerie. Le premier ouvrage édité est la Breve y mas compendiosa doctrina cristiana (brève et la plus complète doctrine chrétienne) en langues nahualt et en espagnol.
Cette petite imprimerie fut la première presse à imprimer du continent américain.
Fray Juan de Zumárraga collabore activement à la construction du Collège de Santa Cruz de Tlatelolco (es), ouverte en 1536 et destinée à la formation de la population de la capitale. Il fonde ensuite l'école de San Juan de Letrán ainsi que le premier hôpital qu'il nomme hôpital de Amor de Dios (hôpital de l'Amour de Dieu). Il commence les travaux pour créer une université. Il fonde également la première bibliothèque du continent américain au couvent San Francisco de Mexico.

### Apparitions de Notre-Dame de Guadalupe

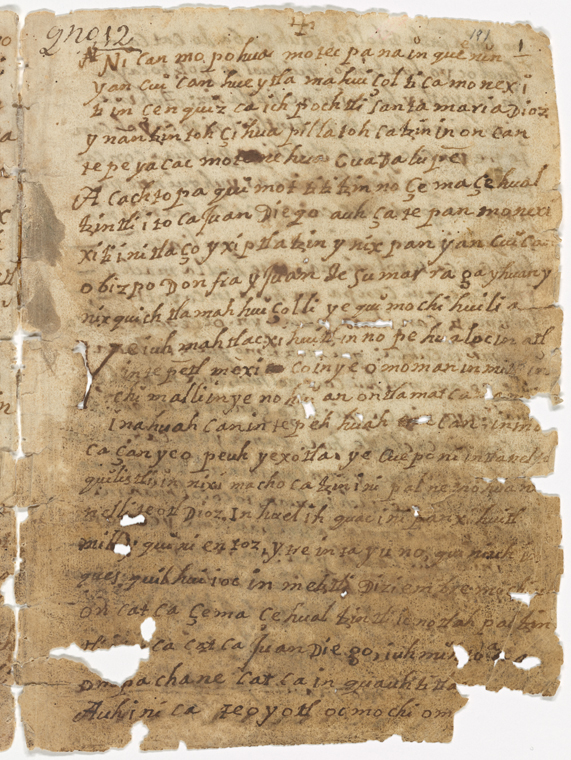
Copie du Nican mopohua conservé à la bibliothèque de New York.

Selon la tradition catholique, Mgr Zumárraga est le témoin privilégié des apparitions mariales de Notre-Dame de Guadalupe. Le récit de ces événements a été transmis par le Nican mopohua, manuscrit daté de quelques années après les événements,,.
Notre-Dame de Guadalupe serait apparue à plusieurs reprises devant l'indigène Juan Diego Cuauhtlatoatzin du 9 au 12 décembre 1531 sur la colline de Tepeyac au nord de Mexico. Lors de ses premières apparitions, la Vierge a ordonné à Juan Diego de comparaître devant Mgr Zumárraga et d'exprimer son désir d'avoir une église sur ce lieu. Selon le même récit, Juan Diego s’est rendu à plusieurs reprises devant Mgr Zumárraga pour lui faire part de la demande de la Vierge, mais l'évêque ne croyait pas aux apparitions que l'Indien lui relatait,,. Finalement, l'évêque aurait conditionné la construction d'un oratoire à la vue d'un miracle. Lors de la dernière apparition de la Vierge, le 12 décembre 1531, celle-ci demande au voyant, Juan Diego, d'aller cueillir des « roses d'Espagne » sur le sommet de la colline de Tepeyac, Juan Diego se rend sur la colline, découvre les rosiers en fleurs, cueille les fleurs et les transporte dans son tilma (sorte de toge ouverte sur les côtés) jusqu'à l’évêché. Après une longue attente, l'Indien est enfin reçu par l'évêque, et ouvrant sa tilma, Juan Diego répand les fleurs sur le sol. À ce moment précis, se serait produit devant l'évêque et l'assemblée, un « second miracle » : l'image de Notre-Dame de Guadalupe se serait retrouvée imprimée sur le tissu du poncho de l'Indien,,,.
Les écrits de Mgr Zumárraga qui nous sont parvenus ne font pas référence à cet événement. Ainsi, ses lettres, notes et mémoriaux, et même le catéchisme composé par lui, la règle chrétienne, ne mentionnent pas les apparitions de Guadalupe, ni l’existence de Juan Diego, ou son intention de construire un oratoire sur la colline de Tepeyac. Ce manque de référence bibliographique de sa part a conduit certains historiens à contester l'historicité de ces apparitions,,. Apparitions néanmoins reconnues comme authentiques par l'Église catholique en 1754. Juan Diego a été béatifié en 1990,, puis canonisé en 2002,, attestant, pour l'Église catholique de l'historicité de ces événements.
L'événement du « miracle de la tilma » a entrainé une riche représentation iconographie de l'évêque.

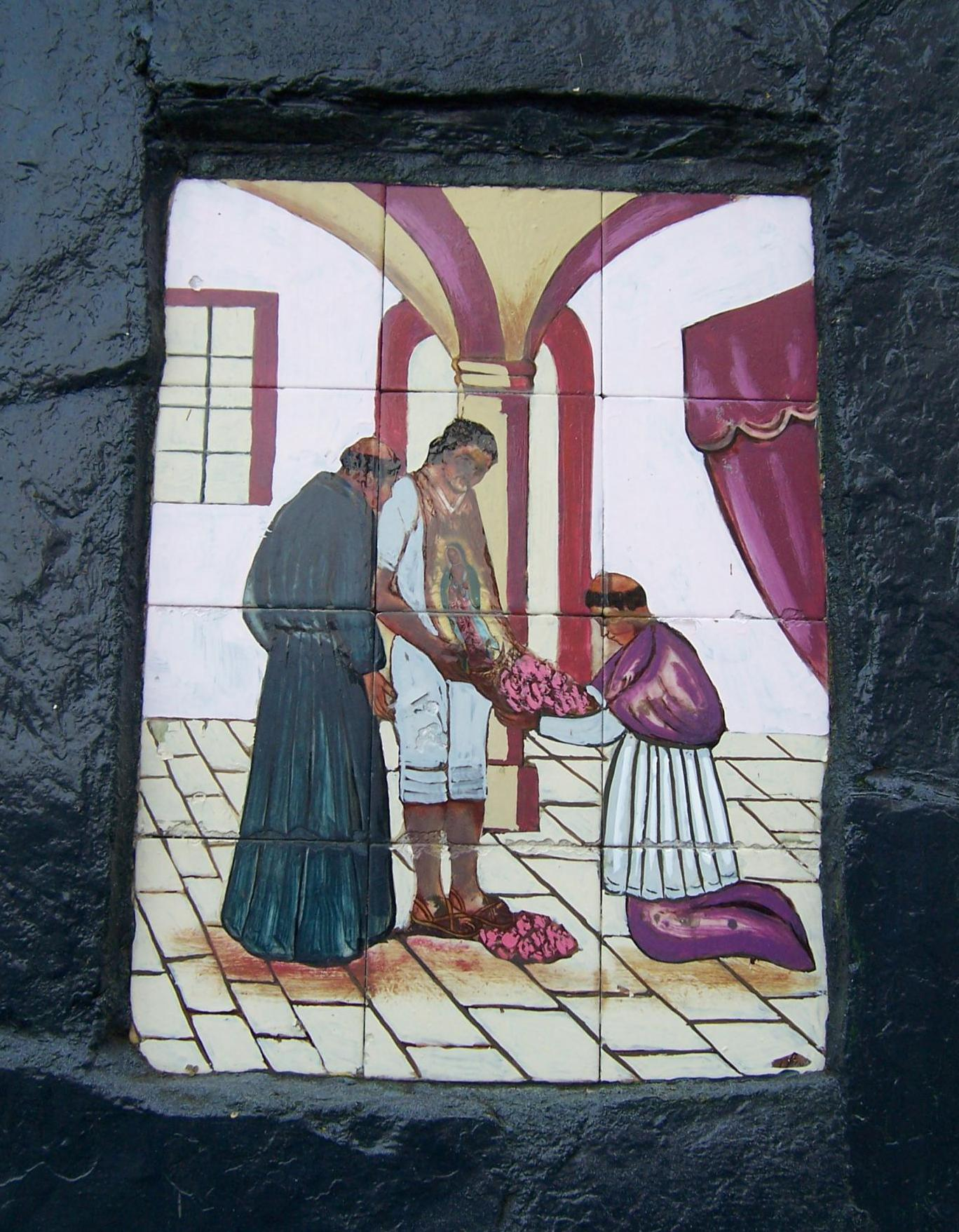
Céramique à l'église du Christ Roi, Tres Valles, Veracruz (Mexique).
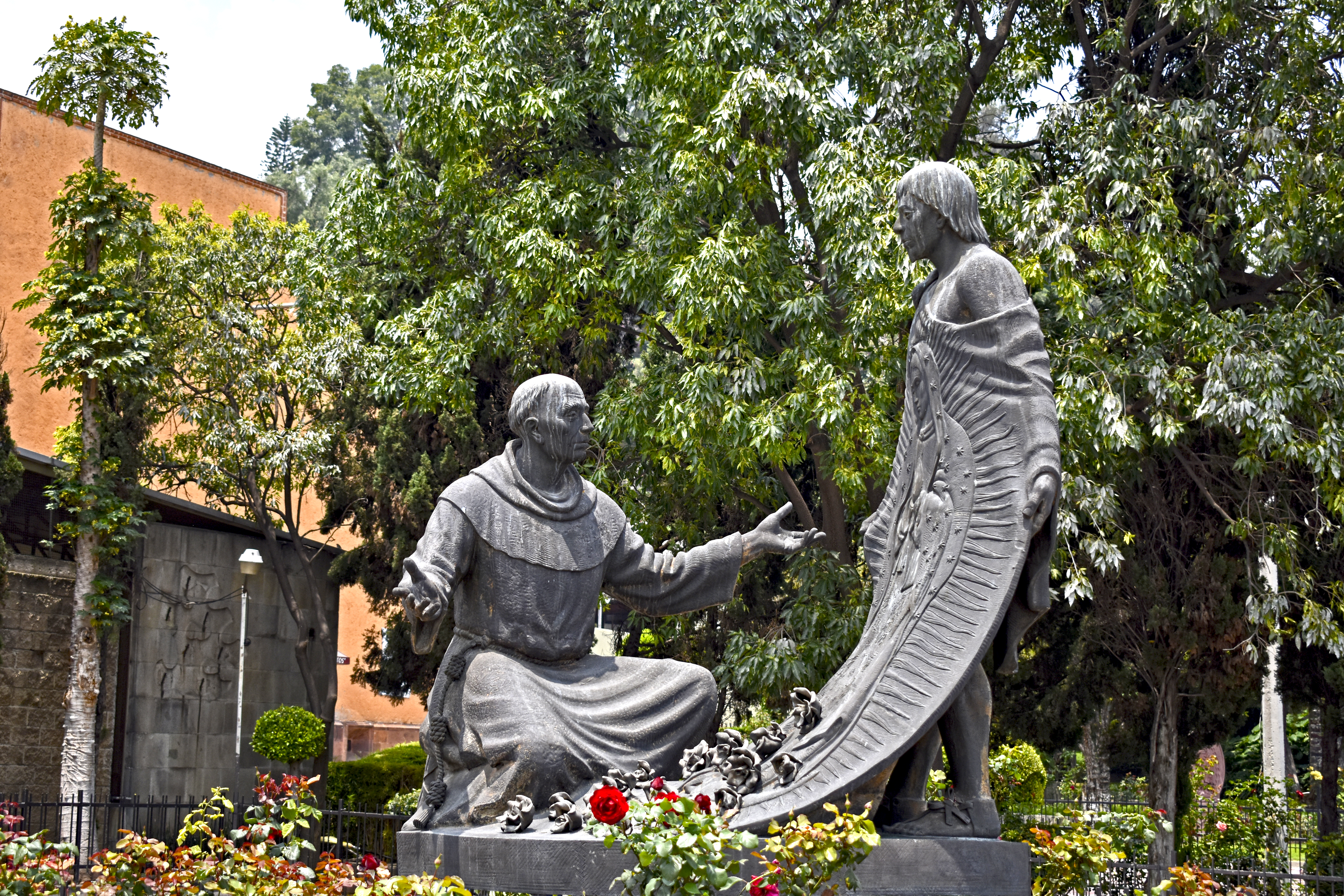
Statue en face de l'ancienne paroisse des indiens (Sanctuaire marial de Notre-Dame de Guadalupe).
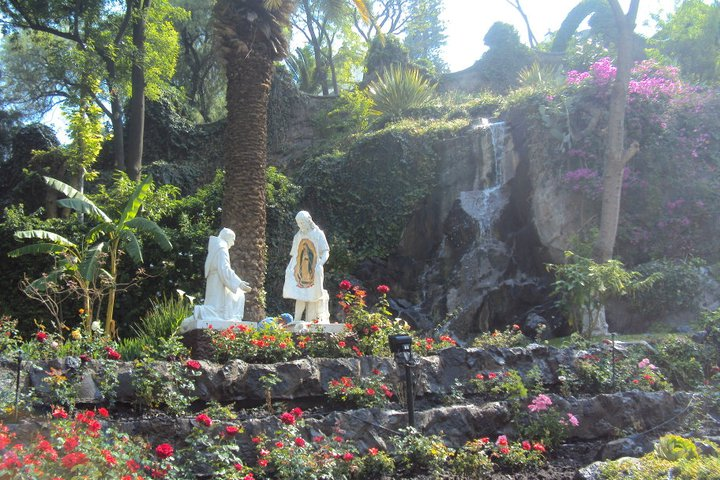
Statues sur le lieu de la fontaine dans le Sanctuaire marial de Notre-Dame de Guadalupe.
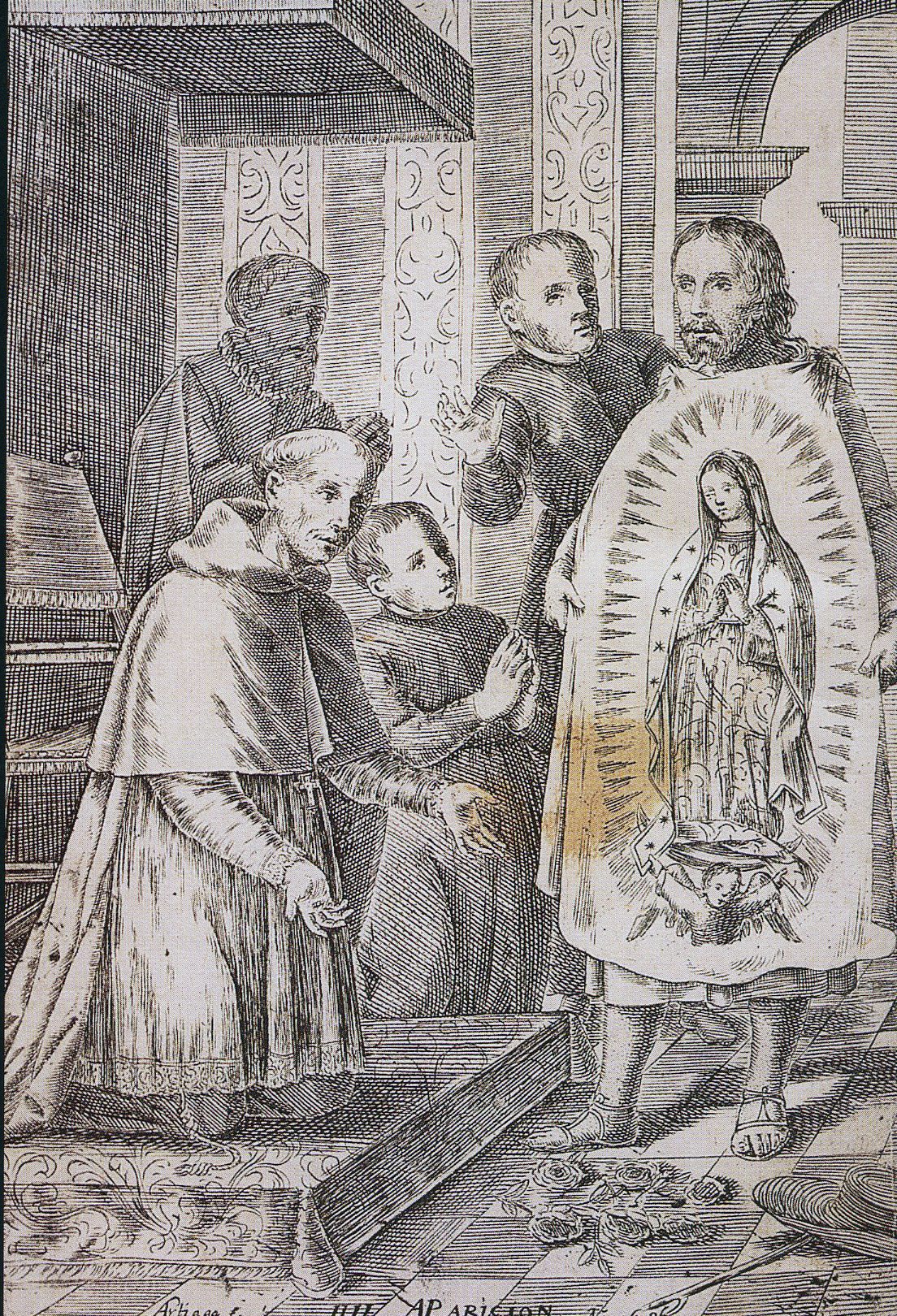
Gravure sur la publication « Felicidad de Mexico » en 1675.
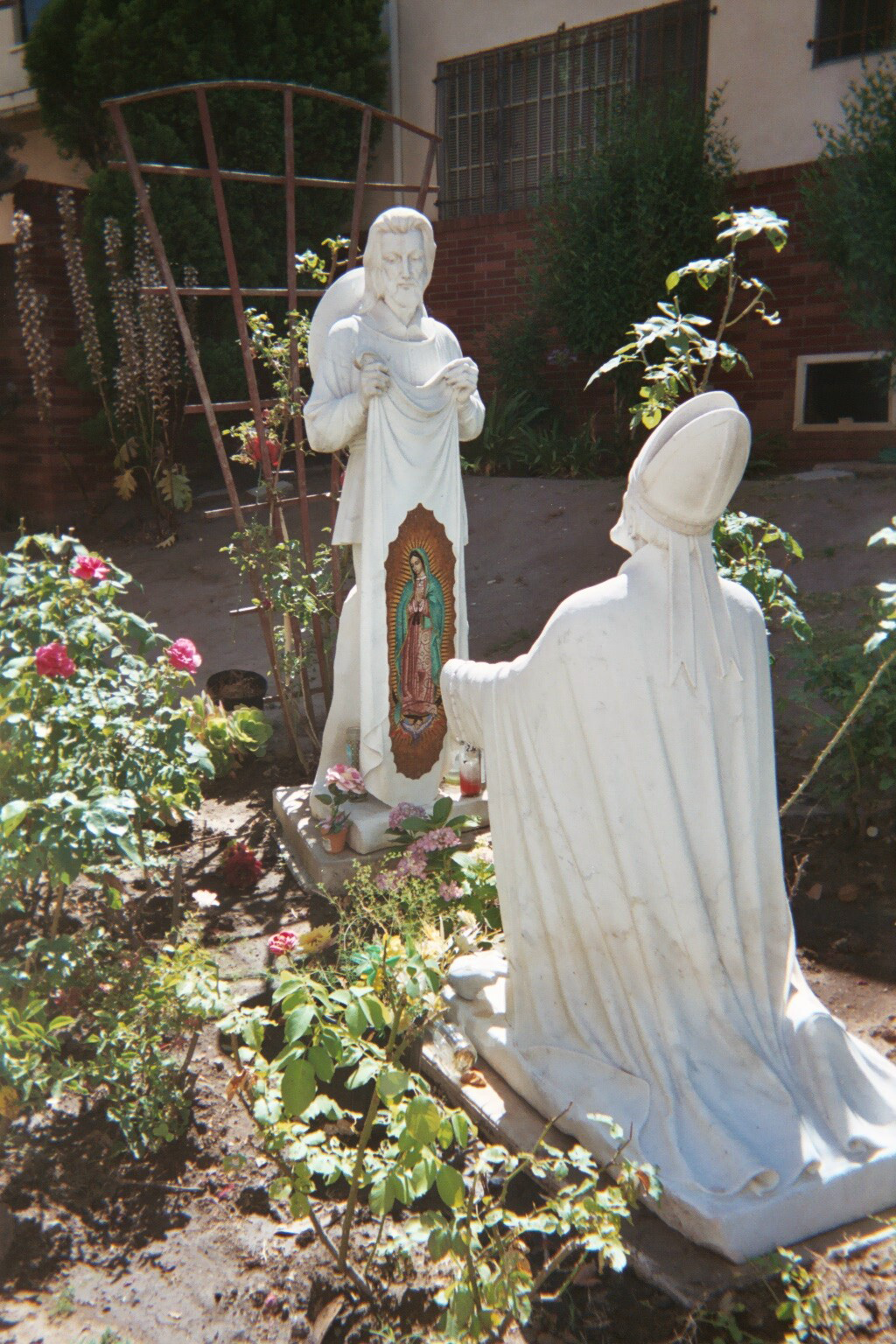
Statue en face de l'église Sainte-Thérèse-d'Avila à Los Angeles (États-Unis).
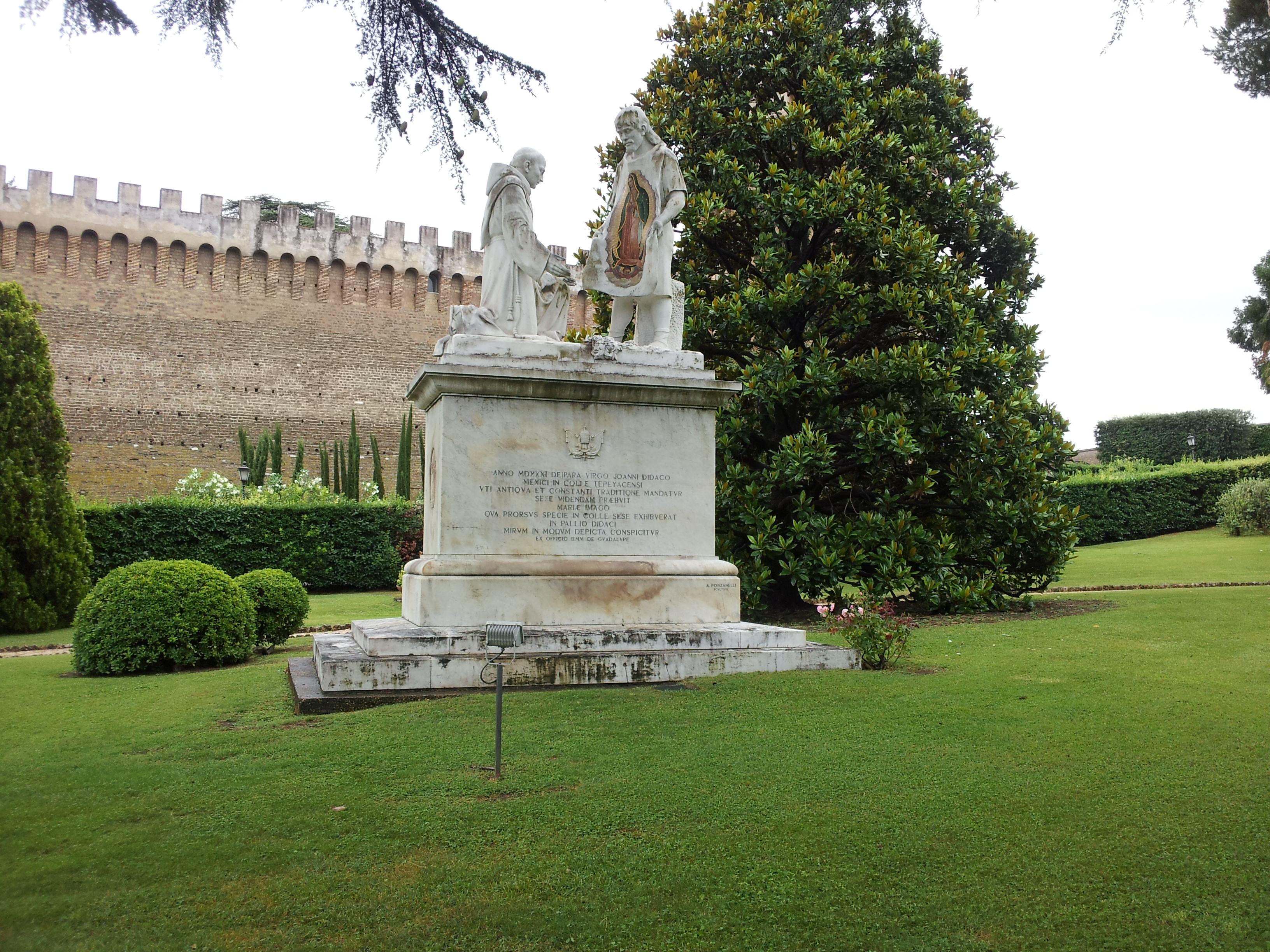
Statue dans le jardin du Vatican.
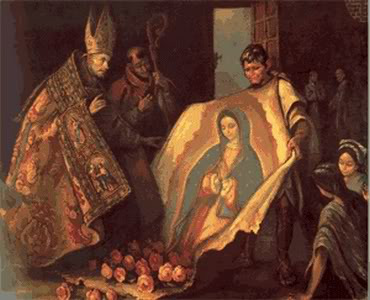
Le miracle des roses, peinture.
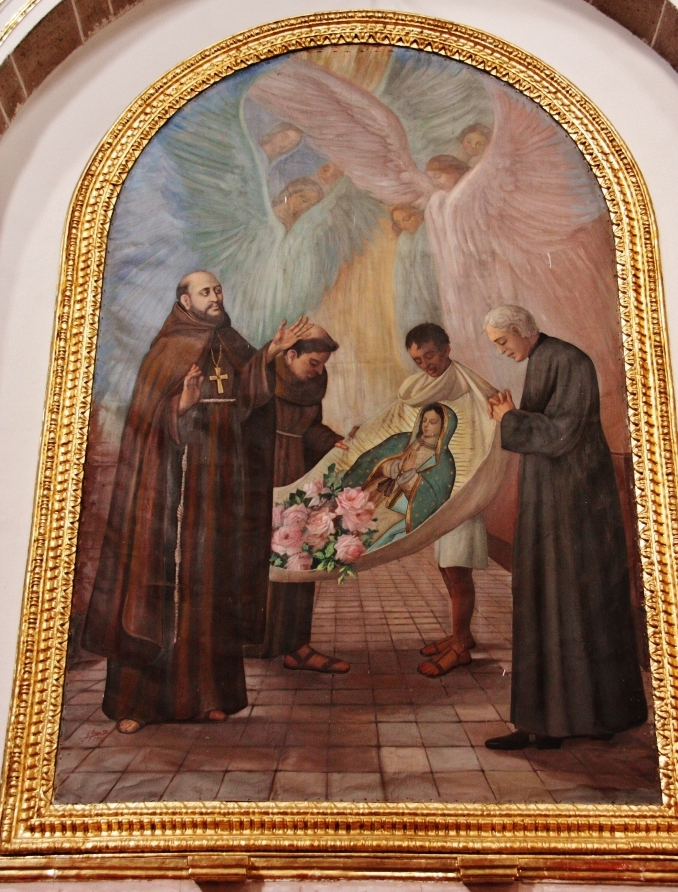
Peinture du « miracle des roses », église de Irapuato.

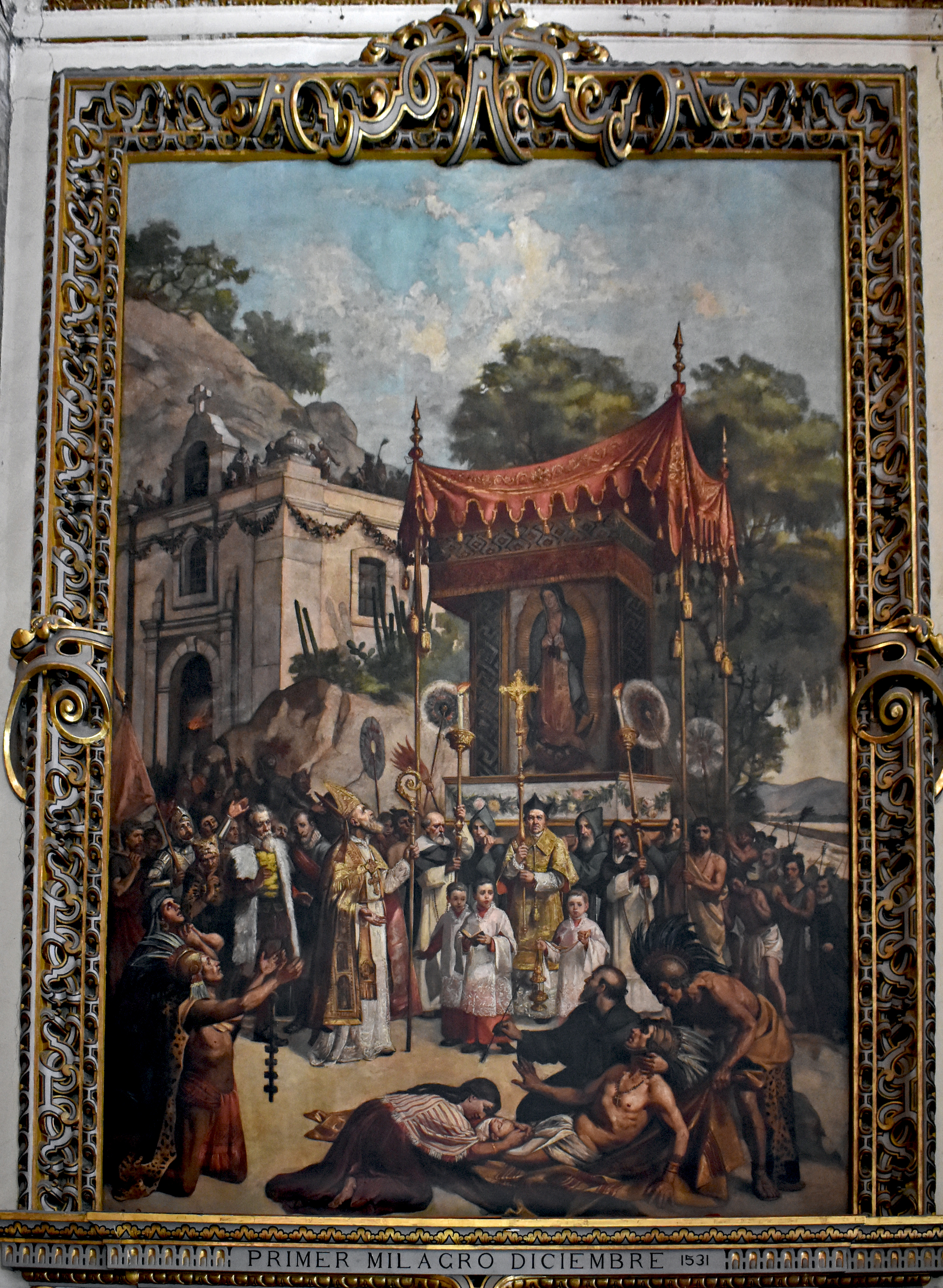
Premier miracle décembre 1531, représentation de la première translation de l'image jusqu'à son oratoire en décembre 1531. Par Gonzalo Carrasco, 1895 (Vieille basilique).

Selon la tradition, un premier oratoire est construit en décembre 1531, au pied de la colline de Tepeyac, sur le lieu réputé être celui de la 3e apparition de la Vierge de Guadalupe. Accolé à cet petit oratoire (qui accueille l'image de Notre-Dame de Guadalupe, un petit ermitage est construit, occupé par saint Juan Diego qui gère le lieu et accueille les pèlerins. Fin décembre 1531, l'évêque Mgr Zumárraga préside une grande procession officielle pour aller installer la précieuse relique dans sa nouvelle chapelle. Cet événement a donné lieu à la réalisation d'une peinture monumentale installée dans la grande église du sanctuaire en 1895.

## Controverses
Selon les enquêtes de Wade Davis, Fray Juan de Zumárraga aurait été accusé d'avoir incendié des milliers de codex aztèques concernant l'utilisation rituelle de peyotl et d'autres plantes à des fins sacrées et médicinales dans des actes de foi authentiques.
L'intérêt que portait Zumárraga pour la culture autochtone a conduit Andrés de Olmos à enquêter sur les antiquités autochtones.
Fray Juan de Zumárraga a dû répondre, en 1533, à 34 accusations de sévices à l'encontre d'indigènes, abus semblables à ceux qu'il dénonçait lui-même. L'affaire a été jugée en Espagne. Innocenté, le pape Clément VII l'a ensuite ordonné évêque.

## L'auteur, l'écrivain
L'évêque a écrit personnellement plusieurs ouvrages :
- Brève doctrine très utile de choses qui appartiennent à la foi catholique et au christianisme dans un style simple pour l'intelligence commune ((es) Doctrina breve muy provechosa de las cosas que pertenecen a la fe católica y a la cristiandad en estilo llano para común inteligencia) en 1543.
- Brève doctrine pour l'enseignement des Indiens ((es) Doctrina breve para la enseñanza de los indios) en 1543.
- Véritable et vraie doctrine chrétienne ((es) Doctrina cristiana cierta y verdadera) en 1546.
- Règle chrétienne ((es) Regla cristiana) en 1547.

En 1537, l'évêque écrit à sa famille une lettre écrite en dialecte biscayen et en espagnol. Cette lettre a été publiée par le magazine Euskera, organe officiel de l'Académie de la langue basque. C'est probablement le texte de prose basque connu le plus long avant les éditions des premiers livres en basque.

## Sources
- (es) Cet article est partiellement ou en totalité issu de l’article de Wikipédia en espagnol intitulé « Juan de Zumárraga » (voir la liste des auteurs).